# 9791 Kamiyakurai
A 9791 Kamiyakurai (ideiglenes jelöléssel (9791) 1995 YD1) a Naprendszer kisbolygóövében található aszteroida. Kobajasi Takao fedezte fel 1995. december 21-én.